# Der Schamane
Der Schamane (englischer Originaltitel Shaman) ist ein historischer Roman des US-amerikanischen Schriftstellers Noah Gordon. Das Buch erschien erstmals im Jahr 1992. Der Schamane ist der zweite Band einer Trilogie, die sich mit der fiktiven Medizinerdynastie der Familie Cole beschäftigt. Der erste Band der Trilogie ist das 1986 erstmals erschienene Buch Der Medicus, der dritte Band wurde 1996 mit dem Titel Die Erben des Medicus veröffentlicht.
Das Buch erhielt 1993 den ersten James Fenimore Cooper Prize.

## Inhalt
Robert J. Cole, ein Nachfahre des Medicus, muss aus politischen Gründen seine schottische Heimat verlassen. Er siedelt in die Neue Welt über und sucht dort sein Glück. Cole erwirbt Land und folgt der Familientradition, indem er Schafe züchtet und als Arzt arbeitet. Auf seinem Werdegang in der noch jungen Siedlung Holden’s Crossing trifft er auf Angehörige des Indianervolks der Sauks, denen früher das Land gehörte. Die Begegnung wird für ihn entscheidend, denn er lernt, die heilenden Kräfte der Natur einzusetzen, und findet in der Medizinfrau bald eine Freundin und Helferin. Doch schon bald lernt Cole die Schattenseiten des jungen Amerika kennen. Die Indianer sind in Amerika fast nirgends willkommen und diejenigen von ihnen, die auf seiner Farm arbeiten, werden ermordet oder flüchten. Die Vereinigten Staaten von Amerika stürzen in einen Bürgerkrieg. Cole ringt sich trotz seines Pazifismus dazu durch, den Truppen des Nordens als ziviler Arzt zu helfen, sein Adoptivsohn Alex kämpft derweil für den Süden und sein Sohn Robert Jefferson Cole, genannt Shaman, kämpft trotz seiner Taubheit um einen vollwertigen Ausbildungsplatz an einer Universität, um in die Fußstapfen seines Vaters zu treten und Arzt zu werden.
Shaman schließt sein Medizinstudium ab. Er erfährt, dass sein Vater an Typhus gestorben ist, und reist nach Hause, wo er sich auf die Suche nach seinem Halbbruder Alex macht und ihn schließlich im Gefangenenlager Elmira findet. Auch die Suche seines Vaters nach den Mördern der Indianer setzt er fort – letztendlich erfolgreich.
Schlussendlich heiratet er seine langjährige Jugendfreundin Rachel Geiger und adoptiert ihre beiden Kinder. Er lebt mit seiner Familie in Holden’s Crossing, dem Ort, an dem er aufgewachsen ist, und baut mit Hilfe einiger Nonnen des Franziskanerordens ein Krankenhaus.

## Charaktere
Rob J. Cole
Rob J. Cole lebt in Schottland, bis ein von ihm verfasstes Pamphlet ihn dazu zwingt, aus dem Land zu fliehen. Er siedelt in die Neue Welt über. Dort angekommen, arbeitet er als Arzt in einem irischen Elendsviertel, ehe er beschließt, sich am Ufer des Mississippi niederzulassen und in der aufstrebenden Stadt Holden’s Crossing als Landarzt zu arbeiten. Er lernt bald den Stamm der Sauks kennen und baut eine Beziehung zu der Medizinfrau Makwa-Ikwa auf. Gleichzeitig lernt er die kranke Sarah Bledsoe kennen, die er bald heilt und heiratet.
Sarah Bledsoe
Sarah ist verwitwet und hat einen kleinen Sohn, als Rob J. sie kennenlernt. Während dieser Zeit ist sie krank und leidet nach eigenen Angaben an Krebs. Dies stellte sich jedoch als falsch heraus, denn Rob J. diagnostiziert, dass die Ursachen ihrer Schmerzen nicht Krebs, sondern Blasensteine sind. Nach der Entfernung der Blasensteine gewinnt Sarah wieder an Lebensqualität und zieht bald mit Rob J. Cole zusammen, der sich in sie verliebt hat. Sarah hat zwei Kinder.
Robert Jefferson Cole, genannt „Shaman“
Shaman ist das Kind von Rob J. und Sarah. Nach einer Scharlacherkrankung verliert er sein Gehör. Er lernt jedoch von den Lippen zu lesen. Trotz seiner Taubheit kann er schließlich Medizin studieren. Er tritt in die Fußstapfen seines Vaters, übernimmt nach dessen Tod seine Praxis und erweitert diese schließlich mit Hilfe in der Nähe ansässiger Nonnen um einem Krankenhausneubau auf dem Familiengrundstück.
Alex Cole
Alex ist das erste Kind von Sarah. Die Frage nach der Vaterschaft wird nicht beantwortet: Infrage kommen der vor seiner Geburt gestorbene Will Mosby und der Politiker Nick Holden. Er wuchs mit seinem (Halb-)Bruder in Holden’s Crossing auf. Wie sein Vater und Bruder hatte er Kontakt zu den Sauks, jedoch verbrachte er mehr Zeit mit dem Farmhelfer Alden Kimball. Er soll die Schaffarm von Rob J. übernehmen, da er sich als geschickter Arbeiter erweist. Jedoch verlässt Alex die Familie, um im Amerikanischen Bürgerkrieg auf Seiten der Konföderierten zu kämpfen. Nach dem Krieg, in dem er einen Fuß und später Teile des Unterschenkels verliert, und seiner Befreiung aus einem Unions-Lager entschließt er sich nach einiger Zeit des Zögerns ebenfalls zu einer Laufbahn als Arzt, da er sich wegen seiner schweren Kriegsverletzung, dem Verlust des linken Unterschenkels, nicht mehr als Farmer sehen kann und will.
Alden Kimball
Alden ist der Farmhelfer, den Rob J. auf Anraten von Nick Holden einstellt, und wird bis kurz vor seinem Tod als fleißiger und loyaler Arbeiter angesehen. Jedoch stellt er sich schließlich als der bis zuletzt unklare Mörder von Makwa-Ikwa heraus. Shaman weigert sich daraufhin, ihn auf seinem Grund und Boden zu begraben, bringt seine sterblichen Überreste jedoch in die mormonische Gemeinde, aus der Kimball stammte, und finanziert seine dortige Beisetzung.
Makwa-Ikwa
„Bärenfrau“ genannt, war die letzte vollständig ausgebildete Shamanin der Sauks und zieht die Kinder der Coles zum Teil mit auf, was jedoch von Sarah mit starker Eifersucht gesehen wird, da sie lange von einer Affäre ihres Mannes mit der Indianerin ausgeht. Auch die Tatsache, dass Makwa-Ikwa einen Schwur ablegte, Jungfrau zu bleiben, da sie sonst ihre Heilkräfte verlieren würde, überzeugt sie nicht davon, dass die beiden nur zusammen arbeiten. Sie wird wegen ihrer Abstammung von drei Indianer hassenden Männern in einem Waldstück nahe der Cole-Farm vergewaltigt und ermordet. Auch nach dem Tode Makwa-Ikwas gibt Sarah freimütig zu, sie nie gemocht zu haben, aber sie wünscht sich dennoch, dass sie in Frieden ruhen möge.
Nick Holden
Anfangs ein Sympathieträger und Freund und großzügiger, wenn auch nicht uneigennütziger Förderer von Rob J., entwickelt sich Holden zu einem zeitweiligen Antagonisten des Romans, der mehrmals mit Rob J. wegen seiner rassistischen und indianerfeindlichen Ansichten, die sich nach und nach offenbaren, aneinandergerät, aber ihn als Arzt und angesehenes Mitglied der Gemeinde dennoch stets respektiert. Am Ende der Geschichte macht er seinen politischen Einfluss geltend, um den schwerverletzten und an Folgeerkrankungen leidenden Alex aus einem Gefangenenlager der Union zu befreien. Er sieht sich als Vater von Alex an und bietet diesem sogar eine Adoption an, die Alex aber mit dem Verweis, er habe einen Vater und der heiße Rob J. Cole, dankend ablehnt.
Jason „Jay“ Geiger
Nachbar und Freund von Rob J., lassen ihre Kinder gemeinsam aufwachsen. Die Geigers sind deutschstämmige Juden, jedoch nicht sonderlich orthodox. Als Arzt und Apotheker arbeiten die beiden Freunde oft Hand in Hand, bis sich Jay entschließt, der konföderierten Armee beizutreten, auch wenn seine Gründe dafür nie ganz klar werden. Er ist anfangs nicht begeistert wegen der Hochzeit von Shaman und seiner jung verwitweten Tochter Rachel, lässt sich aber davon überzeugen, als Shaman ihm garantiert, zumindest Rachels bisherige Kinder jüdisch zu erziehen und ihm gleichzeitig androht, im Falle einer weiteren Weigerung seitens der Geigers zusammen mit Rachel Holden’s Crossing zu verlassen.
Rachel Geiger-Cole
Rachel ist die um wenige Jahre ältere Jugendliebe Shamans und die Tochter von Jay. Als die Lehrerin der Dorfschule heiratet, übernimmt sie deren Posten und arbeitet mit Shaman an seiner Aussprache, indem sie sie ihm mit Schwingungen eines Flügels und mit seiner Hand an ihrer Kehle nahebringt. Sie verlässt Holden’s Crossing, um zu heiraten, kehrt aber nur wenige Jahre später als Witwe zurück und heiratet Shaman, nachdem es ihnen gelungen ist, den kurzen Widerstand der Geigers zu überwinden.

## Ausgaben
- Der Schamane (orig.: „Shaman“). Droemer Knaur, München 1992, ISBN 3-426-19298-5. (18 Wochen lang im Jahr 1992 auf dem Platz 1 der Spiegel-Bestsellerliste)